# Paru de Oeste (rivier)
De Paru de Oeste (Portugees: Rio Paru de Oeste) is een Braziliaanse rivier die door de staat Pará stroomt en uitmondt in de rivier de Trombetas.

## Loop
De rivier ontspringt in het Toemoek-Hoemakgebergte in het noorden van de staat Pará op de grens met Suriname. De rivier de Paru de Este ontspringt in hetzelfde gebied. De Paru de Oeste stroomt zuidwaarts door het inheemse gebied Terra Indígena Parque do Tumucumaque en langs de grens van Terra Indígena Zoe en vervolgens verder zuidwaarts waarna de rivier uitmondt in de rivier de Trombetas.

## Zijrivieren
De Paru de Oeste heeft een aantal zijrivieren. In volgorde stroomafwaarts:
- Igarapé São João
- Quinze de Novembro
- Igarapé das Borboletas
- Igarapé Santo Antônio
- Igarapé do Campinho
- Marapi
- Igarapé Urucuriana
- Igarapé Poana
- Igarapé Água Fria
- Igarapé Penecouro
- Igarapé Samaúma
- Igarapé Grande
- Cuminá[1]
- Acapu
- Erepucuru[2]
- Cuminá[3]